# 蘭嶼桫欏
蘭嶼桫欏又稱蘭嶼筆筒樹（学名：Alsophila fenicis）为桫欏科桫欏屬下的一个植物种。

## 扩展阅读
1. ↑  . 中国植物物种信息数据库.   [2013-01-15].